# موزه ملی بانکوک
موزه ملی بانکوک (به تایلندی: พิพิธภัณฑสถานแห่งชาติ พระนคร) شاخه اصلی موزه‌های ملی در تایلند و همچنین بزرگترین موزه در آسیای جنوب شرقی است که در بانکوک قرار دارد. این موزه هنر تایلندی و تاریخ این کشور را نشان می‌دهد و بین تئاتر ملی و دانشگاه علوم اخلاقی و سیاسی قرار گرفته‌است. موزه در سال ۱۸۷۴ میلادی توسط پادشاه چولالونگ کورن (رامای پنجم) تأسیس و گشایش یافت که نمایشگاهی برای آثار حاکمیت پادشاه مانکوت (رامای چهارم) بود. امروزه موزه تاریخچه تایلند را از دوران نوسنگی پوشش می‌دهد. مجموعه موزه که شامل کتیبه‌ای از پادشاه رام که در سال ۲۰۰۳ میلادی توسط برنامه حافظه جهانی یونسکو در یونسکو به ثبت رسید می‌شود. علاوه بر این موزه به دوران امپراتوری سریویجایا، پادشاهی آیوتایا و دیگر پادشاهی‌ها می‌پردازد. همچنین دارای مجموعه گسترده‌ای از آثار هنر آسیایی بودایی مانند هند، هنر یونانی و بودایی، دودمان تانگ، ویتنام، هنر چامپا، اندونزی و کامبوج می‌باشد.

موزه ملی بانکوک در حال حاضر دارای سه نمایشگاه دائمی است :
1. گالری تاریخچه تایلندی
2. مجموعه‌های باستان‌شناسی و تاریخ هنر
3. مجموعه‌های هنر تزئینی و قوم‌شناسی

## اطلاعات عمومی
موزه ملی بانکوک از چهارشنبه تا یکشنبه بین ساعات ۹:۰۰ صبح تا ۴:۰۰ بعدازظهر به جز تعطیلات ملی باز است.

موزه ملی بانکوک به داوطلبان زبان خارجی تورهایی ارائه می‌دهد. همه تورها فقط در روزهای چهارشنبه و پنج شنبه از ساعت ۹:۰۰ صبح شروع می‌شوند. تورها اغلب به زبان انگلیسی، آلمانی، فرانسوی و ژاپنی برگزار می‌شود. همه تورهای برنامه‌ریزی شده رایگان می‌باشند اما هزینه ورودی موزه برای افراد غیر تایلندی ۲۰۰ بات (۶٫۰۲ دلار) است.